# 진해시장 선거
진해시장 선거는 경상남도 진해시의 시장을 선출하는 선거였다. 2010년 진해시가 마산시와 함께 창원시로 통합되면서 폐지되었다.

## 역대 민선 진해시장
| 선거   | 정당 | 정당       | 시장   |
| ------ | ---- | ---------- | ------ |
| 1995년 |      | 민주자유당 | 김병로 |
| 1998년 |      | 무소속     | 김병로 |
| 2002년 |      | 무소속     | 김병로 |
| 2006년 |      | 한나라당   | 이재복 |

## 역대 선거 결과

### 제1회 전국동시지방선거
|  | 38.36% |

|  | 29.14% |

|  | 24.18% |

|  | 8.30% |

### 제2회 전국동시지방선거
|  | 62.09% |

|  | 27.84% |

|  | 10.06% |

### 제3회 전국동시지방선거
|  | 55.87% |

|  | 44.12% |

### 제4회 전국동시지방선거
|  | 51.81% |

|  | 40.97% |

|  | 4.67% |

|  | 2.53% |